# Juillet 1916

## Événements
- 1er juillet : 
  - Début de la bataille de la Somme. Offensive alliée vers Bapaume et Péronne (fin en octobre). Plus de 600 000 victimes dans les deux camps. Les forces britanniques (volontaires) s’engagent dans la bataille de la Somme. Le contingent de Terre-Neuve est presque anéanti durant la première journée.
  - France : contribution extraordinaire sur les bénéfices exceptionnels ou supplémentaires réalisés à compter du 1er août 1914.
  - Le Michigan, le Montana, le Nebraska, l'Utah et le Dakota du Sud prohibent à leur tour l'alcool. Il y a maintenant 34 États aux États-Unis qui interdisent l'alcool sur leurs territoires.

- 2 juillet : le libéral David Lloyd George devient ministre de la guerre du Royaume-Uni.

- 4 juillet : le Premier ministre roumain Ion Bratianu rappelle aux alliés que son pays interviendra à leurs côtés s’ils ne se retirent pas des Dardanelles et s’ils déclenchent une offensive contre les Bulgares à partir de Salonique.

- 5 juillet, France : premier numéro du journal le Canard enchaîné.

- 8 juillet (25/06) : oukase décrétant la mobilisation pour le travail obligatoire de 400 000 habitants du Turkestan et des steppes.

- 27 juillet (Somme) : les Britanniques prennent Contalmaison, progressent rapidement vers Péronne et s’emparent de Longueval.

- 28 juillet : Raphaël Antonetti devient gouverneur du Soudan français (fin en 1918).

- 29 juillet : Kigoma et Ujiji sont occupées par les troupes belgo-congolaise[1].

- 30 juillet, France : instauration du régime économique de l'alcool

- 31 juillet (Mexique) : la Casa del Obrero Mundial choisit l’affrontement et tente d’organiser une grève générale qui est un échec.

## Naissances
- 1er juillet : Olivia de Havilland, actrice britannique, naturalisée américaine, puis française († 26 juillet 2020).
- 2 juillet : Ken Curtis, acteur, chanteur et producteur américain († 28 avril 1991).
- 7 juillet : 
  - Chia-Chiao Lin, mathématicien américain né chinois († 13 janvier 2013)
  - Luc Peire, peintre et graveur belge († 7 avril 1994).
- 8 juillet : Denise Clair, à Paris, actrice française († 16 novembre 1970).
- 10 juillet : Harry Gourlay, personnalité politique britannique  († 20 avril 1987).
- 11 juillet : Lois K. Alexander Lane, styliste afro-américaine († 29 septembre 2007)
- 14 juillet : Phyllis Stedman, femme politique britannique († 8 juin 1996).
- 18 juillet : Lucien Storme, coureur cycliste belge († 10 avril 1945).
- 19 juillet : 
  - Albert Hendrickx, coureur cycliste belge († 13 mai 1990).
  - Alice Gillig, cheftaine des Guides de France, résistante française, membre du réseau l’Équipe Pur Sang, militante de La Vie Nouvelle et de l'Union féminine civique et sociale († 11 novembre 2011).
- 22 juillet : Marcel Cerdan, boxeur († 28 octobre 1949).
- 26 juillet : Jacques Merleau-Ponty, philosophe († 7 juin 2002)
- 29 juillet : Alice Sapritch, comédienne française († 24 mars 1990).

## Décès
- 6 juillet : Odilon Redon, peintre, graveur et écrivain français (° 1840).
- 7 juillet : Pierre Six, footballeur français (° 1888).
- 13 juillet : 
  - William Ramsay, chimiste britannique (° 1852).
  - Firmin Rainbeaux, dirigeant d'industrie français (° 8 décembre 1834).
- 16 juillet : Béla Békessy, escrimeur hongrois (° 1875).
- 22 juillet : Marian Himner, archéologue polonais (° 10 décembre 1887).
- 28 juillet : Pierre-Amand Landry, enseignant et homme politique.
- 29 juillet : Heinrich Deiters, peintre allemand (° 5 septembre 1840).